# Ch. Links Verlag

Verlags-Logo

Die Ch. Links Verlag GmbH ist ein deutscher Sachbuchverlag. Gegründet am 1. Dezember 1989 in Ost-Berlin von Christoph Links, gehört der Verlag seit 31. Dezember 2018 zur Aufbau-Verlagsgruppe und wird als eigenständige Marke fortgeführt.

## Entstehung und Werdegang
Die Friedliche Revolution in der DDR führte am 1. Dezember 1989 zur offiziellen Abschaffung des Druckgenehmigungsverfahrens und zur allgemeinen Erlaubnis, private Verlage zu gründen. Dies ermöglichte Christoph Links die Gründung seines unabhängigen Sachbuchverlages, der am 24. Januar 1990 ins Handelsregister eingetragen wurde.
Zum 31. Dezember 2018 wurde der Verlag Teil der Aufbau-Verlagsgruppe. Im Dezember 2019 ist er von der Kulturbrauerei in Berlin-Prenzlauer Berg in das Aufbau Haus in Berlin-Kreuzberg umgezogen. Im Mai 2020 hatte der Verlag elf fest angestellte Mitarbeiter und Mitarbeiterinnen.

## Programm
Das Hauptanliegen des Verlages war es, die jüngste deutsche Geschichte frei von politischen Zwängen aufzuarbeiten und die sozialen Verhältnisse der Gegenwart zu analysieren. Diverse Bundeseinrichtungen und Institute wie etwa die Bundeszentrale für politische Bildung, das Institut für Zeitgeschichte München-Berlin oder die Stiftung zur Aufarbeitung der SED-Diktatur unterstützen titelbezogen die Arbeit dieses nach wie vor unabhängig agierenden Verlages. Das Programm umfasst neben Büchern zu Politik und Zeitgeschichte (beispielsweise das biografische Nachschlagewerk Wer war wer in der DDR?) auch historische Reiseführer (Buchtitel z. B. Ostseeküste 1933–1945, Nordseeküste 1933–1945 oder PastFinder Berlin 1933–1945), Länderporträts, anspruchsvolle Ratgeber sowie großformatige Bild-Text-Dokumentationen zu markanten Orten deutscher Geschichte (Buchtitel z. B. Die Grenze – Ein deutsches Bauwerk, Paradiesruinen – Das KdF-Seebad der Zwanzigtausend auf Rügen oder Görings Reich – Selbstinszenierungen in Carinhall). Seit 2014 erscheint auch die kleinformatige Buchreihe „Orte der Geschichte“ des gleichnamigen Vereins im Ch. Links Verlag.
Ein weiterer Programmbereich sind Bildbände über den Untergrund deutscher und ausländischer Metropolen wie Paris, New York, Wien, Hamburg oder Berlin (Buchtitel: Dunkle Welten – Bunker, Tunnel und Gewölbe unter Berlin). Wirklichkeitsnahe Literaturformen (Essays, Kolumnen, Porträts) sowie Reisereportagen, etwa die des niederländischen Bestsellerautors Frank Westerman, runden das Programm ab.
Seit 2001 wird eine populärwissenschaftlich gehaltene Buchreihe zur deutschen Kolonialgeschichte publiziert („Schlaglichter der Kolonialgeschichte“), die inzwischen um einen wissenschaftlichen Ableger („Studien zur Kolonialgeschichte“) erweitert wurde.
2016 wurde der Verlag mit dem Kurt Wolff Preis der Kurt Wolff Stiftung ausgezeichnet, da er „mit großer Konsequenz und ohne Scheu vor brisanten Themen die Deutschen in Wort und Bild mit ihrer jüngeren Geschichte und gegenwärtigen Rolle in der Weltgesellschaft konfrontiert“.
Der Verlag ist Mitglied im Börsenverein des Deutschen Buchhandels.

## Auszeichnungen
- 2016: Kurt-Wolff-Preis[7]